# 桶狭間巻山
桶狭間巻山（おけはざままきやま）は、愛知県名古屋市緑区の地名。丁番を持たない単独町名である。住居表示未実施地域。

## 地理
名古屋市緑区南部の桶狭間北西部地区に位置する。

## 歴史

### 町名の由来
有松町大字桶狭間の小字名「巻山」による。字名「巻山」は、桶狭間の戦いの際に敵に取り巻かれた場所とする説と、「イヌマキが生えている山」の意味とする説がある。

### 行政区画の沿革
- 2016年（平成28年）10月8日 - 緑区有松町大字桶狭間字寺前・ヒロツボ・巻山の各全部、有松町大字桶狭間字牛毛廻間・幕山の各一部により桶狭間巻山として成立[1]。

## 世帯数と人口
2019年（平成31年）3月1日現在の世帯数と人口は以下の通りである。
| 町丁       | 世帯数  | 人口  |
| ---------- | ------- | ----- |
| 桶狭間巻山 | 274世帯 | 773人 |

## 学区
市立小・中学校に通う場合、学校等は以下の通りとなる。また、公立高等学校に通う場合の学区は以下の通りとなる。なお、小学校は学校選択制度を導入しておらず、番毎で各学校に指定されている。
| 小学校                                      | 中学校               | 高等学校 |
| ------------------------------------------- | -------------------- | -------- |
| 名古屋市立桶狭間小学校 名古屋市立有松小学校 | 名古屋市立有松中学校 | 尾張学区 |

## 施設
- 名古屋市立桶狭間小学校

## その他

### 日本郵便
- 郵便番号 : 458-0920[3]（集配局：緑郵便局[10]）。